# Daniel Blanch
Daniel Blanch (Barcelona, 30 d'octubre de 1974) és un pianista català.
Des de l'any 2002 forma duet estable amb la violinista polonesa Kalina Macuta. Amb aquesta formació ha realitzat amb gran èxit nombroses actuacions en importants festivals internacionals d'Espanya combinant en els seus programes obres clàssiques del repertori internacional amb obres de gran qualitat però poc difoses de compositors espanyols i polonesos. L'any 2008 van enregistrar un disc en el que interpreten, en directe, dues Sonates per a violí i piano de Beethoven. També han enregistrat sonates de Brahms i Bartók, un disc titulat Miniautures Catalanes (Columna Música 0274 Arxivat 2020-03-28 a Wayback Machine.) i la integral en dos CDs de les obres per a violí i piano de Joan Manén. Ambdós han estat guardonats amb una medalla per unanimitat en el prestigiós Concurs Internacional Maria Canals de Barcelona.
Daniel Blanch ha realitzat nombrosos enregistraments discogràfics amb músics com el tenor David Alegret, la soprano Júlia Farrés Llongueras, el violoncel·lista Guillermo Pastrana o la flautista Elisabet Franch Arxivat 2020-03-28 a Wayback Machine.. Ha dedicat una especial atenció a l'enregistrament i difusió internacional de concerts per a piano i orquestra poc coneguts de compositors catalans com Joaquim Nin-Culmell, Carlos Suriñach, Ricard Lamote de Grignon o Manuel Blancafort.
Va ser cofundador l'any 2010 de l'Associació Joan Manén, de la qual és l'actual president, una associació nascuda per a difondre la música del compositor barceloní i actualment dedicada a la difusió de patrimoni musical català.

## Discografia[calcitació]
- Robert Schumann: Estudis Simfònics Op. 13, Romança Op. 28 nº 2, Carnaval de Viena Op. 26 Ars Harmonia 118
- Fantasies - Mozart i Schubert: Fantasies K 396,397 i 457; Fantasies D.993 i 760 Ars Harmonica 140
- Joaquín Nin Culmell & Xavier Montsalvatge: Concert per a piano en do major / Concierto Breve - Orquestra Sinfónica Nacional de Cuba / Enrique Pérez Mesa Columna Música 150
- Carlos Suriñach: Concert per a piano i orquestra, Concertino per a piano, corda i plats, Doppio Concertino per a violí, piano i conjunt de cambra - Kalina Macuta, violí, Sinfonia Varsovia / Jacek Kaspszyk Columna Música 167
- Ludwig van Beethoven: Sonata per a violí i piano nº 9 "Kreutzer", Sonata per a violí i piano nº 5 "Primavera" - Kalina Macuta violí Columna Música 202
- Manuel Blancafort: Concert per a piano i orquestra nº2 "Ibèric" n
- Ricard Lamote de Grignon: Tríptico de la piel de toro - Podlasie Philarmonic Orchestra / Marcin Nalecz Niesiolowski Columna Música 204
- Miniatures catalanes - Kalina Macuta violí - Columna Música 274
- Josep Martí i Cristià: Obra per a piano La Mà de Guido 2102
- Joan Manén: Obres per a violí i piano 1 - Kalina Macuta violí - La mà de guido 2120
- Brahms & Bartók: Sonatas for violin and piano - Kalina Macuta violí - El Far Blau 021
- Joan Manén: Obres per a violí i piano 2 - Kalina Macuta violí - La mà de guido 2138
- Rafael Ferrer: L'abril ha florit - Júlia Farrés Llongueras, soprano - La mà de guido 2145[6]
- Impressions de natura - David Alegret, tenor - Columna Música 0364[7]
- Joan Manén: Diálogo, Belvedere i Trois chansons - Elisabet Franch, flauta; Júlia Farrés-Llongueras, soprano- La mà de guido 2153[8]
- Josep Martí Cristià: Somni d'un poeta (Obres per a piano vol.2) - La mà de guido 2156
- Sonata di concerto - Sonates per a violoncel i piano de Joan Manén, Robert Gerhard i Xavier Montsalvatge - Guillermo Pastrana, violoncel - IBS Classical 72019